# Jean-Baptiste Flamme
Jean-Baptiste Flamme (1847-1920), est un ingénieur belge. Il apporta, durant la période 1904-1914, des améliorations sur les locomotives à vapeur des Chemins de fer de l’État belge. Notamment le principe de la surchauffe qui est généralisé sur ces machines.

## Biographie
Jean-Baptiste Flamme est né le 19 octobre 1847 à Mons.
En 1901, il est ingénieur ordinaire à Mons, lorsqu'il utilise le principe de la surchauffe sur les locomotives à vapeur.
Le principe de la surchauffe avait été développé par Wilhelm Schmidt qui inventa à la fois le surchauffeur disposé entre les tubes et le surchauffeur disposé dans la boîte à fumée. Alors que les Allemands choisiront d’abord de disposer leurs premiers surchauffeurs dans la boîte à fumée de leurs locomotives (formule qui s’avérera peu efficace), Jean-Baptiste Flamme suivra l’autre voie et construisit certaines des premières locomotives à surchauffeurs entre les tubes.
L'une de ses premières réalisations marquantes est le type 23 (re-numéroté type 53 en 1931), une machine de manœuvre lourde à 4 essieux de 700 CV dont près de 400 exemplaires ont été construits entre 1905 et 1926. Il enchaîne ensuite avec les séries de locomotives rapides Atlantic (arrangement d'essieux 221) type 6 et ten wheel (arrangement 230) type 8 équipées d'une motorisation compound de type Glehn-du Bousquet et produites entre 1905 et 1908.
Flamme conçut alors une motorisation à quatre cylindres égaux à simple expansion disposés en batterie. Cette disposition fut expérimentée sur le type 19 dont furent dérivées les ten wheel type 9. Cette motorisation fut ensuite utilisée pour deux puissantes séries de machines construites autour de la même chaudière : la Décapod (arrangement d'essieux 150) type 36 pour le trafic fret sur les lignes ardennaises et la Pacific (arrangement 231) du type 10, elle aussi spécialisée aux lignes les plus accidentées, soit les plans inclinés à la sortie de Liège et les pentes ardennaises de la ligne du Luxembourg. Ces deux séries seront considérées, à leur construction, comme les plus puissantes au monde.
Sa dernière réalisation fut le type 13, une 232T dérivée du type 9 spécialisée aux trains de banlieue et trains-navette dont deux exemplaires pourront être construits avant la Première Guerre mondiale.
Il meurt le 25 mai 1920 à Bruxelles.

## Publication
- Le matériel des chemins de fer à l'Exposition universelle et internationale de Bruxelles de 1910 (avec 161 figures et planches), Paris, H. Dunod et Pinat, éditeurs, 1910, 112 p. (présentation en ligne).

## Distinctions
- Grand officier de l'ordre de la Couronne